# Gypsy (chanson de Fleetwood Mac)
Pour les articles homonymes, voir Gypsy.
Singles de Fleetwood Mac
Hold Me
(1982) Love in Store
(1982)
Gypsy est une chanson du groupe britannico-américain Fleetwood Mac.
Stevie Nicks écrit la chanson à l'origine vers 1979 et les premiers enregistrements de démonstration datent du début de l'année 1980 pour une éventuelle inclusion sur son premier album solo Bella Donna (1981). Toutefois, lorsqu'un ami de Nicks meurt d'une leucémie, la chanson prend une nouvelle signification et Nicks décide de l'utiliser pour le groupe Fleetwood Mac.
Gypsy est le deuxième single et le deuxième plus grand succès de l'album Mirage (1982), après Hold Me. Le titre se classe 12e du hit-parade américain pendant trois semaines.
En 2017, Stevie Nicks a enregistré une version solo et acoustique de la chanson pour servir de générique à la série télévisée Gypsy.